# Az a bizonyos sztálinvárosi anekdota
Az Az a bizonyos sztálinvárosi anekdota Örkény István Egyperces novellák című, 1991-ben és 2004-ben megjelent posztumusz köteteinek Szövegek ciklusába sorolt egyperces novella. Az egypercest valójában nem Örkény írta, a mű szövegét özvegye, Radnóti Zsuzsa állította össze 1987-ben „a rendelkezésére álló dokumentumok alapján”. Először 1989-ben jelent meg, a Búcsú című posztumusz válogatáskötetben.

## Cselekménye
|  | Alább a cselekmény részletei következnek! |

A novella a Magyar Nemzet 1960. június 10-i számának első oldalán megjelent cikk első bekezdéseinek és az ezekre írt helyreigazítási kérelemnek, valamint az ezek alapjául szolgáló rövid anekdotának a bemutatásából áll.
Az 1960-as cikket Tamás István írta Tízesztendős város – évtized történelem címmel. Az újságcikk az alapításának tizedik évfordulóját ünneplő Sztálinvárost élteti. Az újságíró felelevenít egy „régi” történetet („Ez még az ötvenes évek elején történt…”), gőgösen ír arról, hogy az épülő város „sok zavaros, ellenséges, »trónfosztott« elemet is felszívott még akkor”, amikor „lejött egyszer Pestről látogatóba egy ismert tudós vagy művész – de író is lehetett, ki tudja ma már”.
Az újságíró nem nevezi meg a Sztálinvárosba látogató – akkoriban íróként mellőzött – riportert, Örkény Istvánt, sőt egyenesen elferdíti nevét („Nevezzük a vendéget Szabónak.”). Örkény ezért levélben helyreigazítási kérelemmel fordult Mihályfi Ernőhöz, a lap főszerkesztőjéhez:
| A Magyar Nemzet cikkének részlete | Örkény levelének részlete |
| --- | --- |
| „[…] A [riporter kísérője a] betanult szöveget mondta […] »A magyar nép hatalmas ipari fellegvára lesz itt, acélba öntve a szocializmus…« Egyszer csak elhallgatott, ismét eszébe jutott a vendég neve […] csak nem a Szabó textilnagykereskedő fia tetszik lenni?… De igen, mondja a vendég. Erre kaján bizalmassággal a füléhez hajolt, és belesúgta: »Nyavalya lesz itt, kérem, nem kohó…«” | „[…] Nagy öröm ily kiválóan szerkesztett lap hasábjain megidéztetni, de még nagyobb lenne az örömöm, ha az idézet pontos lenne. Engedd meg, hogy ennek érdekében nb. lapodban az alábbi helyreigazítás közzétételét kérjem: Ad 1. Nevem nem Szabó, hanem Örkény. Ad 2. Néhai atyám nem textiles volt, hanem patikus. Ad 3. Az illető nem nyavalyát mondott, hanem lófaszt. Pontosan ezt mondta: »Lófasz lesz itt, nem acél!« […]” |

A párbeszéd részlete a novellát záró anekdota szerint:
„– […] Mikor lesz ebből kohó? […]
– Legyen nyugodt, író elvtárs. Augusztus huszadikán itt folyni fog az acél. Egyébként jól értettem? Örkénynek hívják az író elvtársat?
– Igen.
– A gyógyszerész fia?
– Igen. […]
– Ja úgy. Akkor elárulom, író úr. Lófasz fog itt folyni, nem acél.”
|  | Itt a vége a cselekmény részletezésének! |